# Đào tạo

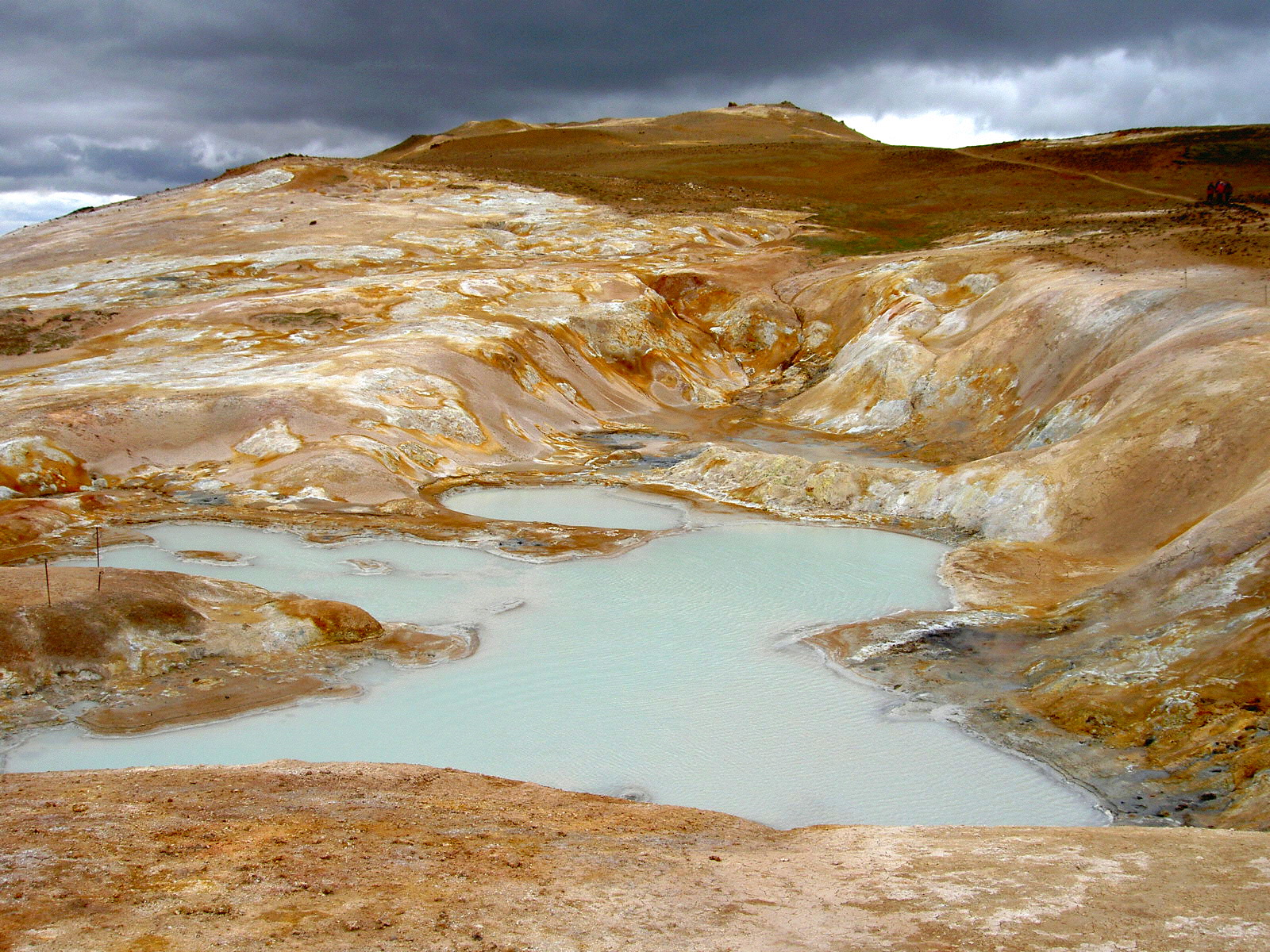
Một vài nhà du hành vũ trụ người Mỹ được đào tạo tại một vùng đất ở Iceland do môi trường ở đó tương tự như các hành tinh ngoài khí quyển.

Đào tạo đề cập đến việc dạy các kỹ năng thực hành, nghề nghiệp hay kiến thức liên quan đến một lĩnh vực cụ thể, để người học lĩnh hội và nắm vững những tri thức, kĩ năng, nghề nghiệp một cách có hệ thống để chuẩn bị cho người đó thích nghi với cuộc sống và khả năng đảm nhận được một công việc nhất định. Khái niệm đào tạo thường có nghĩa hẹp hơn khái niệm giáo dục, thường đào tạo đề cập đến giai đoạn sau, khi một người đã đạt đến một độ tuổi nhất định, có một trình độ nhất định. Có nhiều dạng đào tạo: đào tạo cơ bản và đào tạo chuyên sâu, đào tạo chuyên môn và đào tạo nghề, đào tạo lại, đào tạo từ xa, tự đào tạo...
Trong lĩnh vực quân sự, đào tạo thường đề cập đến việc huấn luyện, dạy những kỹ năng làm người học có năng lực thể chất để chiến đấu và tồn tại trong chiến đấu, học được những kỹ năng sống cần thiết trong thời chiến. Quá trình này bao gồm cả việc làm thế nào để sử dụng những loại vũ khí khác nhau, kỹ năng sống ngoài trời, ở thực địa, làm thế nào để thoát khỏi sự bắt giữ của kẻ thù.